# Spirembolus whitneyanus
Spirembolus whitneyanus là một loài nhện trong họ Linyphiidae.
Loài này thuộc chi Spirembolus. Spirembolus whitneyanus được Ralph Vary Chamberlin & Wilton Ivie miêu tả năm 1935.